# Гінкго (пам'ятка природи, Дрогобич)

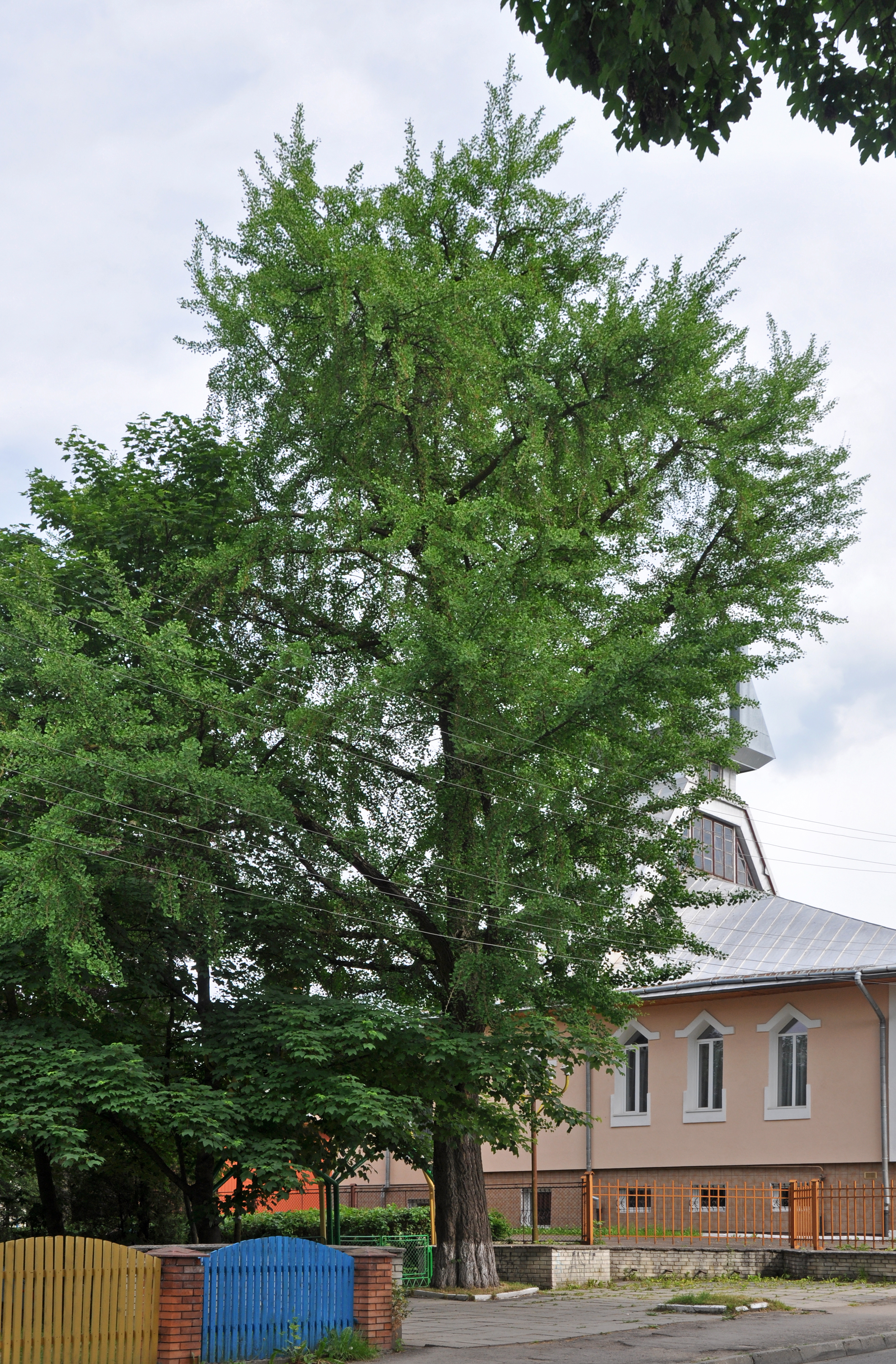

Гі́нкго — ботанічна пам'ятка природи місцевого значення в Україні. Розташована в межах міста Дрогобича Львівської області, на вул. Лепкого, 29 (при вході на територію дитсадка). 
Площа 0,01 га. Статус надано 1984 року. 
Статус надано з метою збереження рідкісного дерева — ґінко дволопатевого. 